# Bean Station
Bean Station ist eine City im Grainger County des Bundesstaates Tennessee in den Vereinigten Staaten. Das U.S. Census Bureau hat bei der Volkszählung 2020 eine Einwohnerzahl von 2.967 ermittelt.
Obwohl die Siedlung bereits seit dem späten 18. Jahrhundert existiert, erfolgte die offizielle Stadtgründung erst im November 1996, vorher war Bean Station eine „Unincorporated Community“, ein bewohntes gemeindefreies Gebiet.

## Lage
Bean Station liegt im Nordosten des Bundesstaates Tennessee, rund 75 Kilometer nordöstlich von Knoxville und 30 Kilometer südlich der Grenze zum Bundesstaat Virginia. Umliegende Städte und Siedlungen sind Treadway im Nordosten, Mooresburg im Osten, Russellville im Südosten, Morristown im Süden, Tate Springs im Westen und Thorn Hill im Nordwesten.
Bean Station liegt am Cherokee Reservoir. In der Stadt treffen die U.S. Highways 11W und 25E aufeinander. Im Osten grenzt Bean Station unmittelbar an das Hawkins County.

## Geschichte
Die Siedlung Bean Station ist einer der ältesten Orte im Bundesstaat Tennessee. Sie wurde im Jahr 1776 von Robert Bean und William Bean II, den Söhnen des Siedlers William Bean, gegründet und trug zunächst den Namen Beans Fort. Das Land wurde im Jahr zuvor von William Bean und dem Pionier Daniel Boone erschlossen. Das Einzelhaus lag an der Kreuzung zwischen den beiden Handelswegen Old Wilderness Road und Old Stage Road, somit war Bean Station, das innerhalb weniger Jahre von einer Einzelsiedlung auf ein kleines Dorf mit mehreren Gaststätten anwuchs, ein wichtiger Verkehrsknotenpunkt. Die Bean Station Tavern im Ort war die größte Kneipe auf dem Weg von Washington, D.C. nach New Orleans.

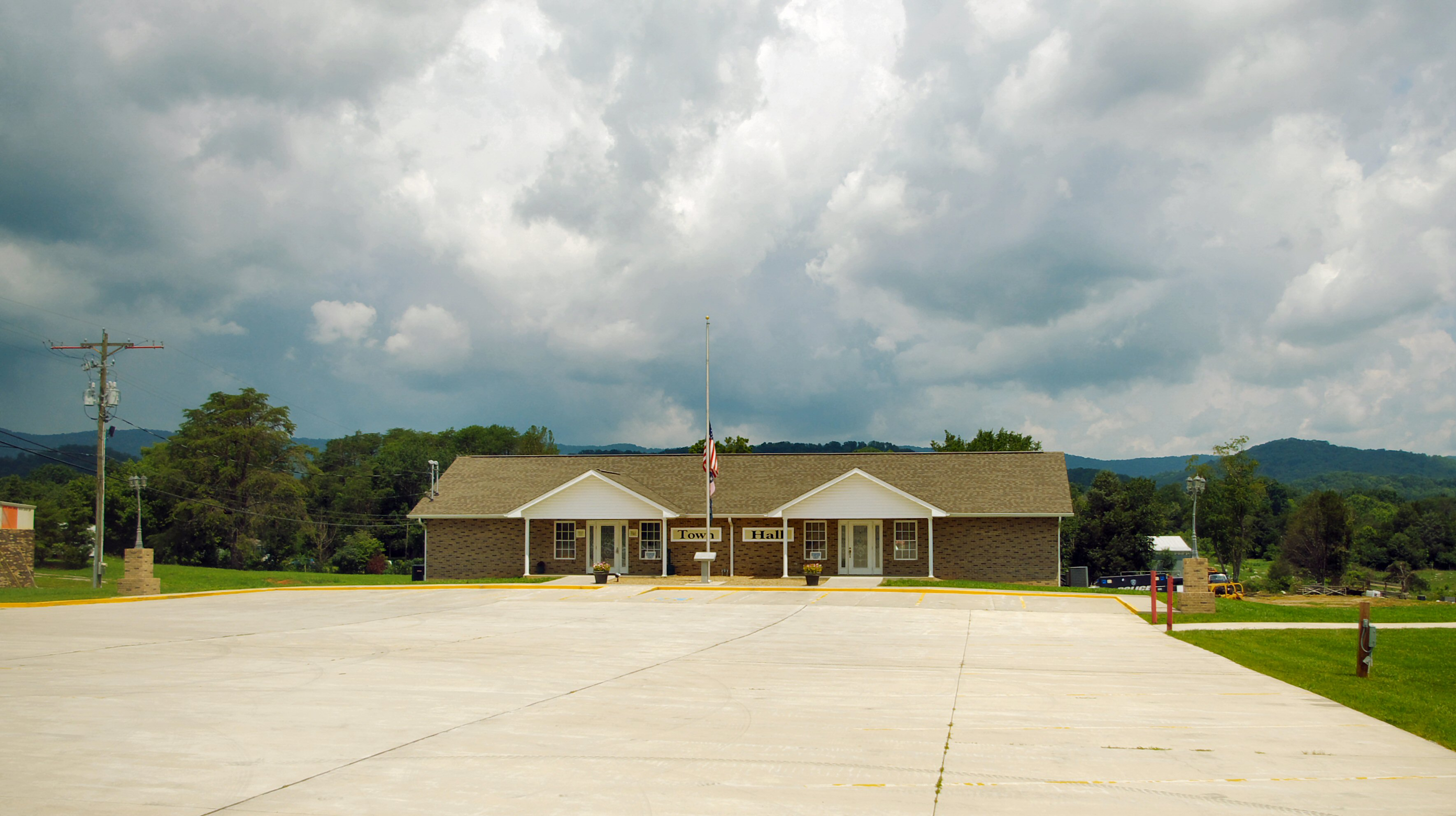
Rathaus von Bean Station

Zwischen 1787 und 1789 erfolgte die Errichtung eines Grenzpostens zum Schutz der Siedlung vor Angriffen der aus dem Gebiet vertriebenen Cherokee-Indianer. Während des Sezessionskrieges kam es am 14. Dezember 1863 zur Schlacht von Bean’s Station, bei der der General James Longstreet der Konföderierten Staaten versuchte, die Stadt einzunehmen, nachdem er zuvor mit dem Versuch, Truppen der Union aus Knoxville zu vertreiben, gescheitert war. Nach zwei Tagen zogen sich die Truppen der Union aus Bean Station zurück. Bei der Schlacht gab es etwa 290 Todesopfer und 1243 Verletzte, 455 Menschen wurden danach vermisst.
Kurz nach dem Krieg erbaute der Geschäftsmann Samuel Tate westlich von Bean Station ein Hotel im Stil der viktorianischen Architektur, dieses wurde in den späten 1870er-Jahren von Thomas Tomlinson übernommen, der das Hotel zu einem Thermalbad umfunktionierte. Zu seiner Hochzeit zwischen 1890 und 1920 gehörten zu der Hotelanlage drei Gebäude, ein etwa 40 Hektar großer Landschaftspark und ein Golfplatz, außerdem war das Hotel über eine von der Knoxville and Bristol Railway betriebene Bahnstrecke an die Stadt Knoxville angebunden. 1936 wurde das Hotel geschlossen und fünf Jahre später als Dorfschule genutzt. 1963 brannte das Gebäude ab.
Seit 1967 gibt es in Bean Station eine Freiwillige Feuerwehr. 1995 wurden durch die Stadt verlaufenden U.S. Highways 11W und 25E ausgebaut. Nach verstärkten Forderungen der Einwohner von Bean Station wurde die Siedlung am 4. November 1996 als Stadt inkorporiert.

## Bevölkerung
Beim United States Census 2010 hatte Bean Station 2826 Einwohner, die sich auf 1149 Haushalte und 827 Familien verteilten. 96,8 % der Einwohner waren Weiße, 0,6 % Afroamerikaner, 0,5 % amerikanische Ureinwohner und 0,1 % Asiaten; 0,7 % der Einwohner waren anderer Abstammung oder hatten zwei oder mehr Abstammungen. Hispanics und Latinos jeglicher Abstammung machten 2,3 % der Gesamtbevölkerung aus.
In 51,8 % der Haushalte lebten verheiratete Ehepaare, 13,9 % der Haushalte setzten sich aus alleinstehenden Frauen und 6,3 % aus alleinstehenden Männern zusammen. 25,0 % der Haushalte hatten Kinder unter 18 Jahren, die bei ihnen wohnten. Das Medianalter lag in Bean Station im Jahr 2010 bei 42,7 Jahren. 21,7 % der Einwohner waren jünger als 18 Jahre und 16,2 % der Einwohner waren 65 Jahre oder älter.

## Persönlichkeiten
- William Tandy Senter (1801–1848), Politiker